# Jens Veggerby
Jens Veggerby (født 20. oktober 1962) er tidligere dansk professionel cykelrytter.

## Cykling
Jens Veggerby var både aktiv seksdages-rytter og landevejsrytter. Han deltog blandt andet i Tour de France 2 gange 1988, Giro d'Italia 5 gange – og mange af de klassiske cykelløb.
Han vandt blandt andet følgende seksdages-løb:
- 1989: Seks-dages i København
- 1990: Seks-dages i København
- 1991: Seks-dages i København
- 1992: Seks-dages i Antwerpen
- 1993: Seks-dages i København (med Rolf Sørensen)
- 1994: Seks-dages i Stuttgart
- 1994: Seks-dages i Antwerpen
- 1995: Seks-dages i Herning (med Jimmi Madsen)
- 1996: Seks-dages i Stuttgart (med Jimmi Madsen)
- 1997: Seks-dages i Berlin
- 1997: Seks-dages i København (med Jimmi Madsen)
- 1997: Seks-dages i Herning (med Jimmi Madsen)
- 1998: Seks-dages i Bremen (med Jimmi Madsen)

VM guld i motorpace på bane i 1993 Hamar
VM sølv i motorpace på bane i 1992 Valencia
EM guld i parløb bane i 1990- 1997 & 1998
EM sølv i omnium bane i 1990.

## VSOK – Veggerby Sport og Kultur
Efter sin aktive karriere grundlagde Jens Veggerby virksomheden VSOK – Veggerby Sport og Kultur, som arbejder med at arrangere begivenheder inden for sport og kultur, primært målrettet erhvervslivet. Virksomheden har beskæftiget sig med netværksarrangementer, guidede cykelture og foredrag med udgangspunkt i sportens verden. 

## Arrangør af motionscykelløb
Jens Veggerby og hans virksomhed, Veggerby Sport & Kultur (VSOK), har siden etableringen i 1999 arrangeret en lang række motionscykelløb i Danmark, bla. Aarhus-Odense-København, Ritter Classic, Geopark Bjerg Grand Prix, Derny GP Sjællandsringen, Øresund Rundt, Kysten Rundt og Sjælsø Rundt.